# Dale Bisnauth
Dale Arlington Bisnauth (ur. 1936, zm. 4 kwietnia 2013 w Georgetown) – gujański polityk, pisarz, członek duchowieństwa gujańskiego.   

## Życiorys
Dale Bisnauth urodził się w rodzinie rolniczej. Uczęszczał do United Theological College of the West Indies w Kingston na Jamajce, gdzie ukończył nauki przygotowujące do służby w Guyana Presbyterian Church. Ukończył studia na University of the West Indies na Jamajce i tam też otrzymał doktorat z historii. Był ministrem religii ponad 35 lat, służył w regionalnych i światowych ruchach ekumenicznych i pracował w Gujanie, Jamajce, Trynidadzie i Barbadosie. Był sekretarzem Karaibskiej Rady Kościołów, ministrem edukacji w rządzie Gujany od 1992 do 2001 roku a później ministrem pracy. Jako czołowy członek Karaibskiej Rady Kościołów był zwolennikiem ochrony praw człowieka podczas długich lat represji stosowanych w Gujanie. Pełnił także funkcję przewodniczącego Board of Industrial Training i sekretarza generalnego Caribbean Conference Churches and Pastor at the Guyana Presbyterian Church. 
Jest autorem kilku publikacji, m.in.: A Short History of the Guyana Presbyterian Church (1979), History of Religions in the Caribbean (1989), Settlement of Indians in Guyana: 1890–1930 (2000), History of Religions (2006).   

## Wybrane publikacje
- A Short History of the Guyana Presbyterian Church, 1979
- History of Religions in the Caribbean, 1989
- Settlement of Indians in Guyana: 1890–1930, 2000
- History of Religions, 2006